# 加拉赫峰
加拉赫峰（英語：Gallaher Peak）是南極洲的山峰，位於瑪麗伯德地，處於羅斯冰架和沃森海崖之間，屬於貝里峰的一部分，海拔高度1,005米，現時由南極條約體系管理。